# Pseudolysimachion linariifolium
Pseudolysimachion linariifolium là một loài thực vật có hoa trong họ Mã đề. Loài này được (Pall. ex Link) Holub miêu tả khoa học đầu tiên năm 1967.